# Otto Hemele
Otto Hemele (Praga, 22 gennaio 1926 – Praga, 31 maggio 2001) è stato un calciatore cecoslovacco, di ruolo attaccante.

## Palmarès

### Club

#### Competizioni nazionali
- Campionato cecoslovacco: 2

Slavia Praga: 1942-1943
Dukla Praga: 1953
- Coppa di Cecoslovacchia: 2

Slavia Praga: 1942, 1945